# Коюнхисар
Коюнхисар (до 1302 года греч. Бафей; тур. Koyunhisar) — сельский населённый пункт на территории республики Турция, р-не Енишехира (15 км), ил Бурса (35 км), Мраморноморский регион. Расположен на равнине между городами Изник (Никея) и Измит (Никомедия). Население 970 чел. (2010 г., оценка), в большинстве своём потомки мусульманских мухаджиров 1878 г. из Болгарии. Выращивается рис.
Вафейская равнина, на которой расположен посёлок, получила известность после того как на равнине близ посёлка произошла Бафейская битва, после победы в которой турки-османы лишили Византийскую империю контроля на сельской Вифинией. Защищённые стенами крупные города — Прусса, Никея и Никомедия фактически оказались в положении перманентной осады, которую не смогла снять даже агрессиваная каталонская компания.
В 1950-х село пострадало от вспышки малярия, а в 1970-х — от постепенного усыханиай р. Коджа-су. Землетрясение 1999 г. разрушило мечеть, которая затем была восстановлена.